# Home staging
El Home Staging és l'acte de preparar un habitatge per a la seva comercialització al mercat immobiliari de lloguer o de compravenda. El seu objectiu és obtenir un canvi positiu en la presentació de l'habitatge, a fi de fer-la més atractiva per a compradors i inquilins potencials, i així ampliar les possibilitats de vendre-la o llogar-la en el temps més curt i amb major benefici per al seu propietari.

## Origen
Home Staging és un terme anglès, que es tradueix literalment: posada en escena de la casa.
El Home Staging va néixer i va créixer als Estats Units, a partir dels anys 1970, com a aplicació al mercat immobiliari de les innovacions en màrqueting experiencial i en disseny interior. En l'actualitat, la meitat de propietats nord-americanes són objecte d'una operació de Home Staging abans d'entrar al mercat de compravenda.
El Home Staging es difon al mercat immobiliari britànic a principis dels anys 1990, i després en els mercats escandinaus, francès, belga, neerlandès i alemany al llarg dels anys 2000.
A la fi dels anys 2000 apareixen les primeres empreses especialitzades als mercats immobiliaris d'Espanya i de Catalunya.

## Principis
El Home Staging busca una optimització de l'estat de presentació dels habitatges per accelerar i facilitar-ne la comercialització. Una optimització d'aquest tipus es basa en una sèrie de criteris, entre els quals:
- Optimització de la il·luminació en els espais
- Modernització de l'ambient i de la decoració[4]
- Resolució de defectes materials lleus en l'habitatge
- Despersonalització i neutralitat dels espais
- Resolució de problemes d'olors
- Resolució de problemes de sobrecàrrega
- Optimització de la circulació en els espais i entre els espais
- Moblament i decoració dels espais inicialment buits[5]

És de notar que l'embelliment dels habitatges no és un objectiu primari, sinó un objectiu secundari, del Home Staging. En això es diferencia de l'interiorisme.

## Objectius i resultats
Segons zones i condicions de mercat, l'aplicació a un habitatge a la venda de les tècniques Home Staging resulta en :
- fotografies més atractives
- increment important en els nombres de visites comercials aconseguides en l'habitatge
- millora notable en la primera impressió dels compradors potencials
- increment en el preu de venda
- reducció fins al 78% del temps de comercialització[6]
- reducció de la propensió negociadora del comprador
- facilitació de l'operació de venda
- acceleració de l'operació de venda
- estalvis importants per al venedor

## Ús en el mercat immobiliari
Les regles del Home Staging s'han desenvolupat com una tècnica de màrqueting immobiliari que s'aplica al mercat immobiliari residencial, d'acord amb l'experiència acumulada en el mercat immobiliari dels Estats Units.
En ús directe, els propietaris d'habitatges (particulars, entitats financeres, promotores, o empreses d'un altre tipus) recorren al Home Staging per accelerar i facilitar la comercialització dels seus habitatges. En ús indirecte, els agents immobiliaris usen el Home Staging per facilitar i accelerar la venda o el lloguer dels habitatges de les seves carteres comercials, que tenen encarregades pels propietaris d'aquests habitatges.
Tècniques de Home Staging s'usen també per a la creació de pisos mostra en habitatges d'obra nova, amb l'objectiu de facilitar la venda dels habitatges d'un mateix edifici nou.
Hi ha a Llatinoamèrica, des del principi dels anys 2000, i a Espanya i Catalunya, des del 2009, empreses que es dediquen específicament a oferir el servei de Home Staging, com a complement als altres serveis oferts pels agents immobiliaris als seus clients.